# Clara Kraus Reggiani
Clara Kraus Reggiani (Fiume, 28 settembre 1919 – Roma, 16 settembre 2015) è stata una grecista italiana.

## Biografia
Clara Kraus era nata a Fiume ed era di cittadinanza boema. A Trieste frequentò il Liceo ginnasio statale Dante Alighieri. Fece parte della comunità ebraica triestina. Giunta a Padova, nel 1941 si laureò in Lettere Antiche sotto la guida di Aldo Ferrabino. Kraus fu poi vittima della Shoah, contesto in cui perse anche il padre nel 1942, morto nel lager di Minsk. In seguito Kraus ha approfondito, in particolare, lo studio di Filone Alessandrino, di cui ha tradotto in Italiano le due opere storiche: su questo autore ha continuato a pubblicare numerose opere scientifiche nel corso della sua carriera, oltre agli autori precedenti e successivi e aprendo così un nuovo ambito di studi sulla letteratura greco-alessandrina sulla base degli studi su Filone. Kraus fu prima docente in vari licei di Roma (Tito Lucrezio Caro, Virgilio). In seguito divenne professoressa associata all'Università La Sapienza di Roma della prima cattedra di Letteratura giudaico-ellenistica italiana, dal 1971 fino al suo pensionamento avvenuto nel 1996.
Kraus è stata autrice di numerose opere monografiche e articoli scientifici sul tema della storia ellenistica ed ebraica e sulla letteratura italiana. Nel 2008 divenne autrice del volume Storia della letteratura giudaico-ellenistica.
La prof. Kraus fu anche stimata esponente della comunità ebraica romana. Era socia dell'AISG.
È morta a Roma nel 2015.

## Opere

### Monografie
- Clara Kraus Reggiani, Storia della letteratura giudaico-ellenistica, Mimesis, 2008, ISBN 978-88-8483-652-6.
- Clara Kraus Reggiani, Opere Latine di Francesco Petrarca, Torino, Unione Tipografico-Editrice Torinese, 1977.
- Clara Kraus Reggiani (a cura di), 4 Maccabei, collana Commentario storico ed esegetico all'Antico e al Nuovo Testamento Supplementi, 1. ed, Marietti, 1992, ISBN 978-88-211-8040-8.
- Clara Kraus Reggiani, Filone Alessandrino e un'ora tragica della storia ebraica, Napoli, Morano editore, 1967.
- Clara Kraus Reggiani, Roberto Radice e Giovanni Reale, I classici del pensiero : Sezione I Filosofia classica e tardo antica, Milano, Rusconi, 1987.

### Articoli
- Clara Kraus Reggiani, Il monoteismo ebraico e il concetto di mediazione, in Studi e materiali di storia delle religioni, vol. 67, n. 1, 2001,  pp. 5-35.
- Clara Kraus Reggiani, L'esegesi allegorica della Bibbia come fondamento di speculazione filosofica nel giudaismo ellenistico: Aristobulo e Filone Alessandrino, in Enrahonar, vol. 13, 1986,  pp. 31-42.
- Clara Kraus Reggiani, I rapporti tra l'impero romano e il mondo ebraico al tempo di Caligola secondo la 'Legatio ad Gaium' di Filone Alessandrino, in Aufstieg und Niedergang der römischen Welt ; Teil 2, Bd. 21, Halbbd. 1: Teil 2. Principat: Religion (Hellenististisches Judentum in römischer Zeit: Philon und Josephus), 1984,  pp. 554. URL consultato il 15 aprile 2025.
- Clara Kraus Reggiani, L'esegesi Allegorica Della Bibbia Come Fondamento di Speculazione Filosofica Nel Giudaismo Ellenistico: Aristobulo e Filone Alessandrino, in Enrahonar: Quaderns de Filosofía, vol. 13, 1986,  pp. 31–42. URL consultato il 16 aprile 2025.